# Rita (opera)
Rita o Rita, ou Le mari battu (Rita, o Il marito picchiato) o Deux hommes et une femme (Due uomini e una donna) è un opéra-comique in un atto di Gaetano Donizetti su libretto di Gustave Vaëz, composta nel 1841.
Rappresentata per la prima volta postuma il 7 maggio 1860 all'Opéra-Comique di Parigi, ottenne un successo meno clamoroso di altri lavori più noti di Donizetti. In Italia fu allestita per la prima volta a Napoli nel 1876. È considerata dalla critica storica un piccolo gioiello per la vivacità del concertato e la perfetta rispondenza fra tempi musicali e tempi scenici. Nel 2008 Casa Ricordi ne ha pubblicato l'edizione critica, nell'ambito dell'Edizione Nazionale delle Opere di Gaetano Donizetti.  

## Cast della prima assoluta
| Personaggio | Interprete              |
| ----------- | ----------------------- |
| Rita        | Caroline Lefèbvre-Faure |
| Pepé        | Victor Warot            |
| Gasparo     | Barielle                |

## Trama
Nell'antefatto Rita ha sposato un marinaio di nome Gasparo che, il giorno delle nozze, dopo averla picchiata, l'ha abbandonata ed è fuggito. Rita, convinta che il marinaio sia morto in un naufragio, può risposarsi con Pepé, un ragazzo timido che questa volta è lei a picchiare.
Inaspettatamente ritorna Gasparo, che però nel frattempo si è fidanzato con una canadese. Pepé sarebbe ben lieto di restituirgli una moglie così manesca, ma Gasparo non ne vuol sapere: procuratosi l'atto di matrimonio, egli lo distrugge e riprende il mare per raggiungere la sua bella canadese, non prima di aver istruito Pepé su come un buon marinaio deve trattare la moglie.

## Struttura musicale

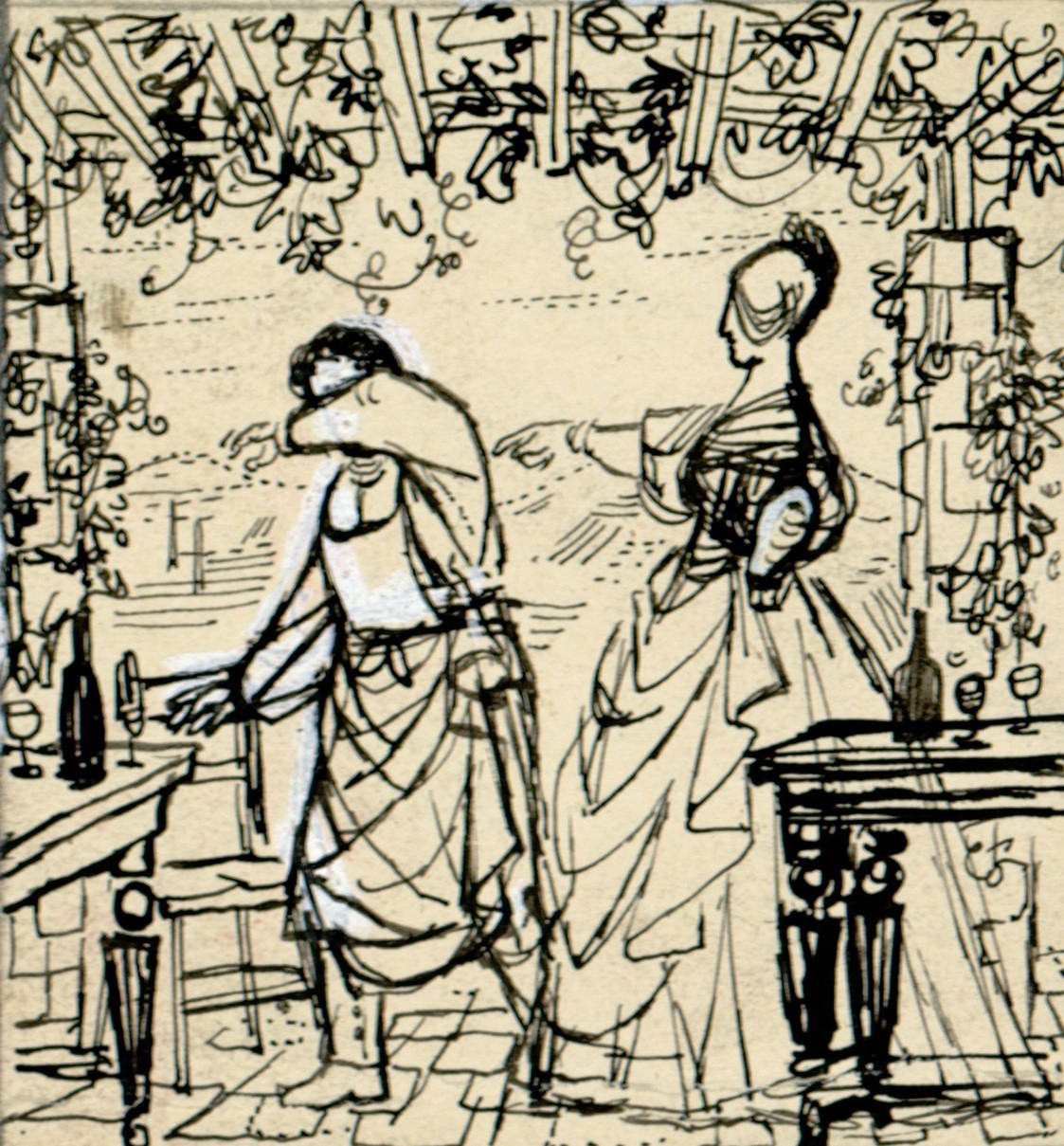
Disegno per copertina di libretto, disegno per Rita (s.d.). Archivio Storico Ricordi

### Atto Unico
- N. 1 - Introduction De mon auberge (Rita)
- N. 2 - Récit et Duo C'est elle, je frémis (Pepé, Rita)
- N. 3 - Couplets Mon ménage pour modèle (Gasparo)
- N. 4 - Duo Il me vient une idèe (Pepé, Gasparo)
- N. 5 - Air Tra la la la la (Pepé)
- N. 6 - Duo O chère ame! (Gasparo, Rita)
- N. 7 - Trio Il est manchot! (Pepé, Rita, Gasparo)
- N. 8 - Final Mais il faut a mon programme (Gasparo, Pepé, Rita)

## Discografia
| Anno | Cast (Rita, Beppe, Gasparo)                              | Direttore, Orchestra | Etichetta                                           |
| ---- | -------------------------------------------------------- | --- | --------------------------------------------------- |
| 1956 | Giuseppina Arnaldi, Carlo Franzini, Paolo Montarsolo     | Umberto Cattini Orchestra Sinfonica della RAI di Torino (In lingua italiana)                                                                                 | LP: Fonit Cetra LPC 1257                            |
| 1959 | Graziella Sciutti, Danilo Cestari, Marcello Cortis       | René Leibowitz Orchestra della Scuola di Arzignano (In lingua italiana)                                                                                      | LP: Fonit Cetra LPC 1273                            |
| 1962 | Cecilia Fusco, Luigi Pontiggia, Federico Davià           | Alberto Zedda Orchestra Filarmonica di Roma (In lingua italiana)                                                                                             | LP: RCA GL 70350                                    |
| 1968 | Odile Pietti, Joseph Peyron, Bernard Demigny             | Pierre-Michel Le Conte Orchestre Lyrique de Radio France(Registrazione dal vivo)                                                                             | LP: E.J. Smith «The Golden Age of Opera» EJS 510    |
| 1974 | Adelaide Negri, Ricardo Cassinelli, Ricardo Catena       | Enrique Ricci Orchestra e Coro del Teatro Colón di Buenos Aires (Registrato dal vivo al Teatro Colón)                                                        | Audiocassetta: Charles Handelman - Live Opera 03846 |
| 1986 | Sof'ja Jal'ševa, Konstantin Pluzhnikov, Nikolaj Alekseev | Aleksandr Titov Chamber Orchestra of the Leningrad State Philharmonic (In lingua russa)                                                                      | LP: Melodiya C10 25833 007                          |
| 1990 | Susanna Rigacci, Ugo Benelli, Romano Franceschetto       | Fabio Maestri Orchestra Giovanile "In Canto" (registrazione dal vivo effettuata a Narni; in lingua italiana)                                                 | CD: Bongiovanni GB 2109-10                          |
| 1991 | Adelina Scarabelli, Pietro Ballo, Alessandro Corbelli    | Federico Amendola Orchestra da Camera Siciliana (registrazione dal vivo effettuata nella Chiesa del Ss.Salvatore a Palermo; in lingua italiana)              | CD: Nuova Era 7045                                  |
| 2001 | Teresa Di Bari, Walter Omaggio, Paolo Bordogna           | Carlo Palleschi Orchestra della Fondazione I.C.O. «Tito Schipa» di Lecce (registrazione dal vivo effettuata al Politeama Greco di Lecce; in lingua italiana) | CD: Kicco Classic KC 079                            |
| 2011 | Paola Quagliata Carlo Giacchetta Carlo Torriani          | Francesco Ledda Orchestra del Teatro Bellini di Adrano-Catania (registrazione dal vivo effettuata presso il Teatro Bellini di Adrano)                        | DVD Kicco Classics KC 9019                          |
| 2013 | Stefania Donzelli Alejandro Escobar Carlo Torriani       | Francesco Ledda Orchestra dell'Opera da Camera di Milano Registrazione in studio                                                                             | CD Bongiovanni GB 2461-2                            |